# James Ballantine
James Ballantine (Edimburgo, 11 de junio de 1808 – 18 de diciembre de 1877) fue un pintor y escritor británico.
Empezó a trabajar como pintor en su propia casa; estudió arte y fue uno de los primeros en revivir el arte de pintar vitrales, sobre cuya técnica escribió un tratado. Escribió The Gaberlunzie's Wallet (1843), Miller of Deanhaugh (1845), Poems (1856), 100 Songs with Music (1865) y una Life of David Roberts, R.A. (1866). Falleció a la edad de sesenta y nueve años.

## Fuente
Este artículo incorpora texto en dominio público de: Cousin, John William (1910). A Short Biographical Dictionary of English Literature. Londres, J. M. Dent & sons; Nueva York, E. P. Dutton.
- Datos: Q6129310
- Multimedia: James Ballantine / Q6129310